# Campeonato Europeo de Judo de 1962
El X Campeonato Europeo de Judo se celebró en Essen (RFA) entre el 12 y el 14 de mayo de 1962 bajo la organización de la Unión Europea de Judo (EJU) y la Federación Alemana de Judo.

## Medallistas

### Masculinoamateur
| Evento            | Oro                           | Plata                          | Bronce                                                  |
| ----------------- | ----------------------------- | ------------------------------ | ------------------------------------------------------- |
| –68 kg            | André Bourreau Francia        | Erich Zielke RDA               | František Kuna Checoslovaquia Michel Lesturgeon Francia |
| –80 kg            | Lionel Grossain Francia       | Jaap Mackay · Países Bajos     | Alfred Karazhuk RDA Otto Smirat RDA                     |
| +80 kg            | Herbert Niemann RDA           | Willem Dadema · Países Bajos   | Karl Nitz · RDA · Adri Smits · Países Bajos             |
| Categoría abierta | Anzor Kiknadze URSS           | Mijail Lukazhev URSS           | Bludze · Suiza · Jan van Ierland · Países Bajos         |
| 1.er dan          | Marcel Etienne · Bélgica      | Boris Mishchenko URSS          | Tamas David · Hungría · Peter Herrmann · RFA            |
| 2º dan            | Anzor Kibrotsashvili URSS     | Remo Venturelli · Italia       | Borivoje Cvejić Yugoslavia Wolfgang Ehler RFA           |
| 3.er dan          | Alan Petherbridge Reino Unido | Jan van Ierland · Países Bajos | Michel Franceschi Francia John Ryan Reino Unido         |
| 4º dan            | Jean-Pierre Dessailly Francia | Nicola Tempesta · Italia       | Michel Bourgoin Francia                                 |

### Masculino profesional
| Evento            | Oro                          | Plata                    | Bronce                                            |
| ----------------- | ---------------------------- | ------------------------ | ------------------------------------------------- |
| –68 kg            | Jan Snijders · Países Bajos  | Roger Forestier Francia  | Franz-Hermann Fischer RFA Kurt Leise RFA          |
| –80 kg            | Henri Courtine Francia       | Gerd Stamer RFA          | Lange · Países Bajos · Romain Pacalier · Francia  |
| +80 kg            | Anton Geesink · Países Bajos | Mathieu Vallauri Francia | Pierre Brouha · Bélgica · Roussey · Francia       |
| Categoría abierta | Anton Geesink · Países Bajos | George Kerr Reino Unido  | André Leclerc Francia Kenneth Maynard Reino Unido |

## Medallero
| Núm. | País           | Oro | Plata | Bronce | Total |
| ---- | -------------- | --- | ----- | ------ | ----- |
| 1    | Francia        | 4   | 2     | 6      | 12    |
| 2    | Países Bajos   | 3   | 3     | 3      | 9     |
| 3    | URSS           | 2   | 2     | 0      | 4     |
| 4    | RDA            | 1   | 1     | 3      | 5     |
| 5    | Reino Unido    | 1   | 1     | 2      | 4     |
| 6    | Bélgica        | 1   | 0     | 1      | 2     |
| 7    | Italia         | 0   | 2     | 0      | 2     |
| 8    | RFA            | 0   | 1     | 4      | 5     |
| 9    | Checoslovaquia | 0   | 0     | 1      | 1     |
| 9    | Hungría        | 0   | 0     | 1      | 1     |
| 9    | Suiza          | 0   | 0     | 1      | 1     |
| 9    | Yugoslavia     | 0   | 0     | 1      | 1     |
|      | TOTAL          | 12  | 12    | 23     | 47    |